# Jan Mashiani
Jan Mashiani (fl. XX secolo) è stato un maratoneta sudafricano.
Partecipò alla maratona dei Giochi olimpici di Saint Louis 1904, dove arrivò dodicesimo.